# 김해대곡중학교
김해대곡중학교(金海大谷中學校)는 대한민국 경상남도 김해시 어방동에 위치한 공립 중학교이다.

## 학교 연혁
- 2004년 8월 21일 : 김해대곡중학교 설립인가(24학급)
- 2005년 3월 1일 : 개교
- 2005년 3월 1일 : 초대 송유찬 교장 취임
- 2005년 8월 18일 : 신축건물 준공 및 이전
- 2008년 2월 19일 : 제1회 졸업식(졸업생 363명)
- 2022년 9월 1일 : 제10대 최영환 교장 취임
- 2023년 1월 6일 : 제16회 졸업식(졸업생 148명)
- 2023년 3월 2일 : 제19회 입학식(신입생 136명(6학급))

## 참고 자료
- 김해대곡중학교 - 한국교육학술정보원 학교알리미